# Шокшемсола
Шокшемсо́ла (рос. Шокшемсола, марій. Шокшемсола) — присілок у складі Сернурського району Марій Ел, Росія. Входить до складу Чендемеровського сільського поселення.

## Населення
Населення — 7 осіб (2010; 7 у 2002).
Національний склад (станом на 2002 рік):
- росіяни — 71 %
- марі — 29 %